# Daniel Wyder
Daniel Wyder, född den 15 februari 1962 i Wädenswil är en schweizisk tidigare tävlingscyklist som var professionell från 1984 till 1992. Hans främsta merit är världsmästartiteln i poänglopp 1988.

## Meriter

### Landsväg
| 1984 4:a i Giro del Lazio 8:a i GP Industria & Commercio di Prato 1986 2:a totalt i Circuit cycliste Sarthe-Pays de la Loire 6:a totalt i Belgien runt 1987 9:a i linjelopp vid Schweiziska mästerskapen 1988 2:a i GP Lugano | 1989 4:a totalt i Tour d'Armorique 6:a totalt i Giro di Calabria 1990 Vinnare totalt av Tour of the Americas (Venezuela) Vinnare totalt av Tour of the Americas (USA) 5:a i Trofeo Laigueglia 7:a totalt i Tour de Suisse 1991 Vinnare av Kaistenberg Rundfahrt |

### Bana
| 1988 Världsmästare i poänglopp 1989/1990 2:a i madison med Bruno Holenweger | 1985 2:a i individuellt förföljelselopp 1986 3:a i individuellt förföljelselopp 1988 Schweizisk mästare i individuellt förföljelselopp 1989 2:a i individuellt förföljelselopp 1991 3:a i individuellt förföljelselopp |